# Nikola Milanov Doudine
Nikola Milanov Doudine est un ancien arbitre bulgare de football des années 1970.

## Carrière
Il a officié dans une compétition majeure : 
- Coupe intercontinentale 1977 (match aller)